# Hofsee (Neu Gaarz)
Der Hofsee ist ein nördlich der Großen Seen der Mecklenburgischen Seenplatte liegender See im Landkreis Mecklenburgische Seenplatte, Mecklenburg-Vorpommern. Er befindet sich westlich von Neu Gaarz in der Gemeinde Jabel. Er hat eine ungefähre Länge von 1500 Metern und eine ungefähre Breite von 600 Metern. Er ist eingebettet in die Endmoränenlandschaft der Mecklenburgischen Schweiz. Der See gehört zur Loppiner-Klocksiner Seenkette, die sich zwischen den größeren Seen Malchiner See und Fleesensee/Kölpinsee in einer eiszeitlichen Schmelzwasserrinne erstreckt, so trennen den See zum Bergsee und zum Tiefen See nur schmale Landbrücken. An der Landbrücke zum Bergsee, über die auch die Straße nach Neu Gaarz führt, liegt Alt Gaarz. Der See liegt am Schnittpunkt der beiden Naturparke Mecklenburgische Schweiz und Kummerower See und Nossentiner/Schwinzer Heide. Der Ufersaum ist fast durchgängig bewaldet.